# Goldene Kamera 2017
Die Verleihung der Goldenen Kamera 2017 fand am 4. März 2017 zum dritten Mal in der Hamburg Messe in Hamburg statt. Es war die 52. Verleihung dieser Auszeichnung. Die Moderation übernahm zum ersten Mal Steven Gätjen. Die Verleihung wurde live zur Hauptsendezeit im ZDF übertragen. Die Übertragung wurde von 3,09 Mio. Zuschauern gesehen, was einer Einschaltquote von 10,4 % entsprach.

## Allgemeines
Erstmals wurden 2017 auch die „Goldene Kamera Digital Awards“ für besondere Leistungen im Netz vergeben.
Eine Moderationseinlage von Annette Frier und Matthias Matschke wurde im Missy Magazine als rassistisch kritisiert. Bei einem Auftritt hätten die beiden einen afrikanischen Tanz persifliert und Rituale und Riten als etwas dargestellt, was nur bei indigenen Völkern vorkomme. Die Darbietung habe sich kolonialer Klischees bedient.

### Gosling-Gate
Die Verleihung der Goldenen Kamera 2017 sorgte für Aufsehen, da es den Produzenten der Sendung Circus HalliGalli gelang, eine Verleihung der Goldenen Kamera in der Kategorie „Bester Film International“ zu erreichen. Hierzu hatten diese im Namen der fingierten Künstleragentur „Conrad Hertz & Gravemann“ in branchenüblichen Newslettern ihren angeblichen Klienten Ryan Gosling beworben. Er wäre zu dem Zeitpunkt ohnehin für einen Werbedreh in Deutschland gewesen und könnte abends noch an Fernsehveranstaltungen teilnehmen. Die Funke Mediengruppe, als Veranstalter der goldenen Kamera, sagte trotz sehr strenger Anforderungen seitens der Künstleragentur und anfänglichem Zögern einer Preisvergabe an Gosling zu. Zur live ausgestrahlten Preisverleihung gelang es dem Circus HalliGalli-Team, einen Doppelgänger von Ryan Gosling einzuschleusen und diesen den Preis entgegennehmen zu lassen. Dass es sich hierbei um einen Streich handelte, fiel erst dadurch auf, dass die Rede des Doppelgängers in gebrochenem Englisch gehalten wurde.

“Good Evening. I’m Ryan Gosling. I’m dedicate this award to Joko and Klaas. Thank you very much. In Hamburg sagt man: Tschüüüß.”

„Guten Abend. Ich bin Ryan Gosling. Ich widme diesen Preis Joko und Klaas. Vielen Dank. In Hamburg sagt man: Tschüüüß.“

Die Funke Mediengruppe kündigte daraufhin eine Überarbeitung ihres Sicherheitskonzepts an und forderte den Preis zurück, um ihn dem echten Ryan Gosling übergeben zu können. Ende März gaben die Produzenten der Sendung Circus HalliGalli den Preis zurück „und haben den zweitwichtigsten Medienpreis der Welt noch dazu gelegt“ – den Goldenen Umberto von Circus HalliGalli.
Infolge des Ereignisses kam es zu einer Kontroverse über das Verfahren bei Veranstaltungen dieser Art im Allgemeinen. Zentraler Kritikpunkt war, dass die Auswahl der Preisträger nicht selten lediglich auf der Verfügbarkeit von Prominenten für derartige Sendungen getroffen werde oder, wie in diesem Fall, sogar zusätzliche Preiskategorien erfunden werden, um eine bestimmte Person für die Sendung gewinnen zu können.
Die Funke Mediengruppe, der Ausrichter des Preises, ließ am 6. März 2017 hierzu verlauten, dass Ryan Gosling seit Ende 2016 ganz oben auf der Liste der Redaktion für eine Goldene Kamera gestanden habe, es sei jedoch nicht möglich gewesen, ihn für die Veranstaltung zu gewinnen. Als Anfang Februar eine Agentur angeboten habe, Gosling zu vermitteln, sei die infrage kommende Kategorie Bester  Schauspieler international allerdings bereits an Colin Farrell vergeben gewesen, weshalb man sich entschieden habe, La La Land in der Kategorie Bester Film international auszuzeichnen und den Preis Ryan Gosling zu übergeben. Dies sei kein ungewöhnliches Verfahren.
Circus HalliGalli wurde dafür 2018 mit dem Grimme-Preis ausgezeichnet.

## Jury
Für die Goldene Kamera 2017 bestand die Jury aus Christian Hellmann (Chefredakteur der Funke Programmzeitschriften) als Vorsitzendem, Christiane Flatken (stellvertretende Chefredakteurin der Hörzu), Sabine Ulrich (stellvertretende Ressortleitung Aktuelles und Wissen der Hörzu), Jörg Quoos (Chef der Funke Zentralredaktion), Heike Makatsch, Wotan Wilke Möhring, Johannes B. Kerner, Carolin Kebekus und Friedemann Fromm.

## Preisträger und Nominierungen

### Beste Information
tagesthemen, heute-journal und RTL aktuell
(Laudatio: Wolf von Lojewski)

### Lebenswerk
Dieter Thomas Heck
(Laudatio: Thomas D und Smudo)

### Beste(r) deutsche(r) Miniserie/Mehrteiler
Morgen hör ich auf, ZDF
Ku’damm 56, ZDF
Mörderisches Tal – Pregau, Das Erste
(Laudatio: Carolin Kebekus und Wotan Wilke Möhring)

### Bester deutscher Fernsehfilm
Auf kurze Distanz, Das Erste
Ein Teil von uns, Das Erste
Zielfahnder – Flucht in die Karpaten, Das Erste
(Laudatio: Heike Makatsch und Johannes B. Kerner)

### Bester deutscher Schauspieler
Wotan Wilke Möhring – Winnetou – Der Mythos lebt
Tobias Moretti – Im Namen meines Sohnes
Tom Schilling – Auf kurze Distanz
(Laudatio: Annette Frier und Matthias Matschke)

### Beste deutsche Schauspielerin
Lisa Wagner – Letzte Ausfahrt Gera
Jutta Hoffmann – Ein Teil von uns
Claudia Michelsen – Aus der Haut, Ku’damm 56
(Laudatio: Annette Frier und Matthias Matschke)

### Bester Nachwuchsschauspieler
Leonard Carow (Goldene Kamera Nachwuchspreis)
(Laudatio: Sascha Grammel)

### Publikumswahl „Beliebteste Satire-Show“
Das Publikum konnte in der Kategorie „Beliebteste Satire-Show“ vom 13. bis 26. Januar 2017 auf der Website der Goldenen Kamera seine Favoriten wählen. Aus der Abstimmung sind anschließend drei Nominierungen hervorgegangen, unter denen die Fernsehzuschauer per SMS- und Telefonvoting den Sieger gekürt haben.
heute-show, ZDF
Die Anstalt, ZDF
Neo Magazin Royale, ZDFneo/ZDF
(Laudatio: Christian Hellmann)
Zur Auswahl in der Publikumswahl standen ferner folgende Shows:
Mann, Sieber!, ZDF
extra 3, Das Erste/NDR
nuhr im Ersten, Das Erste
Ladies Night, Das Erste
3. Stock links, BR/Das Erste
PussyTerror TV, WDR/Das Erste
Mitternachtsspitzen, WDR
Spätschicht – Die Comedy Bühne, SWR
Asül für Alle, BR
schlachthof, BR
Die Mathias Richling Show, SWR
Das Lachen der Anderen, WDR
Dittsche – Das wirklich wahre Leben, WDR
Sträters Männerhaushalt, WDR
quer, BR
Alfons und Gäste, SR/SWR
SchleichFernsehen, BR

### Auszeichnungen für internationale Gäste

#### Beste Musik international
Ed Sheeran
(Laudatio: James Blunt)

#### Bester Film international
La La Land
(Laudatio: Steven Gätjen)
(Entgegengenommen vom Ryan-Gosling-Double Ludwig Lehner, siehe oben)

#### Bester Schauspieler international
Colin Farrell
(Laudatio: Steven Gätjen)

#### Beste Schauspielerin international
Nicole Kidman
(Laudatio: Steven Gätjen)

#### Lebenswerk international
Jane Fonda
(Laudatio: Geraldine Chaplin)